# McDonnell F-3 Demon
Макдоннелл F-3 «Демон» (англ. McDonnell F-3 Demon; до 1962 года обозначался F3H) — американский палубный дозвуковой истребитель со стреловидным крылом, состоявший на вооружении ВМС США с конца 1950-х до начала 1960-х годов. Известен как первый перехватчик ВМС США, оснащённый радаром. Глубокое развитие конструкции «Демона» привело к созданию истребителя-бомбардировщика F-4 «Фантом» II. Сверхзвуковой истребитель ВВС США Макдоннелл F-101 «Вуду» (McDonnell F-101 Voodoo) сохранил некоторые конструктивные особенности «Демона».

## Разработка
Разработка самолёта началась в 1949 году. Конструкция «Демона» предполагала наличие у истребителя стреловидного крыла, в то время как в конструкции истребителя-конкурента Grumman F9F Panther первоначально было использовано прямое крыло, и несколько позже — стреловидное. Фирма-конкурент McDonnell — компания Douglas получила контракт на разработку проекта истребителя с дельтовидным («треугольным») крылом Douglas F4D Skyray. Douglas F4D Skyray с максимальной скоростью 1162 км/ч станет первым истребителем ВМС США, способным летать со сверхзвуковой скоростью в горизонтальном полёте. «Демону» не удастся достичь таких показателей.

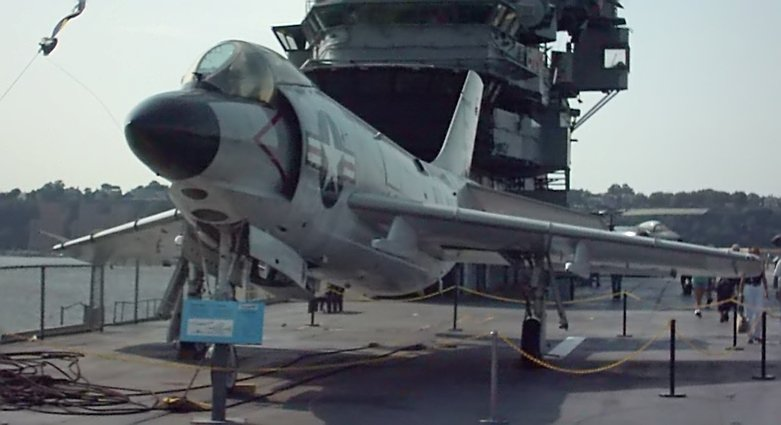
F3H-2 «Демон»

Отступая от традиции использования двух двигателей на самолётах ВМС, «Демон» станет единственным истребителем фирмы McDonnell с одним двигателем, причём под давлением руководства ВМС был выбран не самый удачный вариант — двигатель J40 фирмы «Вестингауз». Этот двигатель усиленно продвигался ВМС США как двигатель для самолётов ВМС нового поколения, имевший тягу в 4,5 тонны, что было в три раза больше, чем тяга двигателей истребителя F2H Banshee. «Демон» был первым истребителем со стреловидным крылом фирмы McDonnell и одним из первых истребителей в США, способных нести ракетное вооружение.
Военно-морской флот США сильно нуждался в высокоманёвренном истребителе, способном принять вызов советского МиГ-15 во время войны в Корее 1950—1953 годов. F3H-1N был заказан у фирмы McDonnell ещё до первого полета прототипа XF3H-1, состоявшегося 7 августа 1951 года (лётчик-испытатель Роберт Эдхольм). Двигатель истребителя — Westinghouse J40 стал большим разочарованием, показав на испытаниях только половину от ожидавшейся от него мощности; он был «капризным» и ненадёжным. Из 35 истребителей F3H-1N, имевших двигатель J40, восемь разбилось или потерпели аварии. Полёты были прекращены, и начались поиски нового двигателя. Проект разведывательного варианта «Демона» — F3H-1P не был построен.

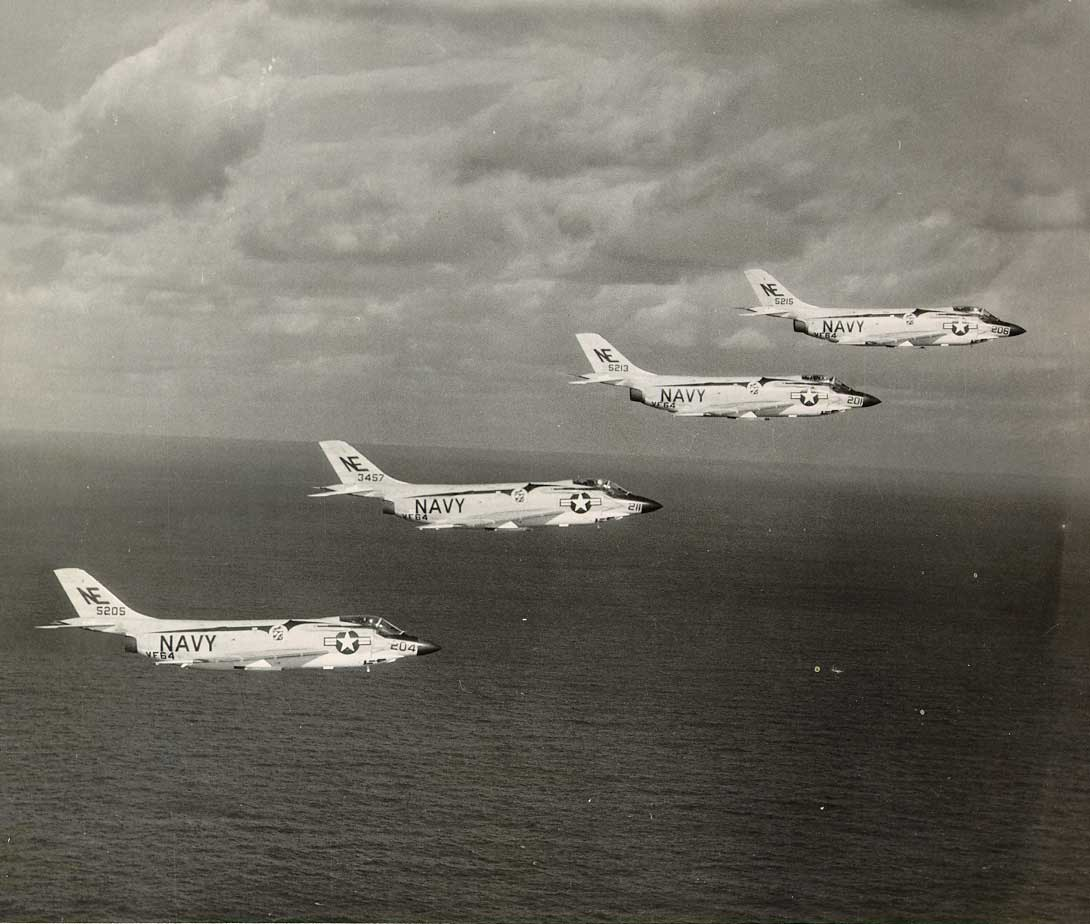
«Демоны» из эскадрильи VF-64 «Free Lancers», 1958—1959 годы

Наилучшей альтернативой стал двигатель Allison J71, который также использовался на лёгком бомбардировщике Douglas B-66 Destroyer. Последующие модификации «Демона» с этим двигателем получили обозначение F3H-2N. Использование этого двигателя привело к необходимости увеличения площади крыла и доработки фюзеляжа. Обслуживание нового двигателя стало проблематичным ввиду недостаточной мощности для самолётов такого масштаба каким был «Демон». Двигатель также часто воспламенялся и имел проблемы с компрессором. Первый «Демон» с двигателем J71 взлетел в октябре 1954 года. Другой существенной проблемой стала надёжность катапультируемых кресел: первые их рассматриваемые варианты были признаны ненадёжными и в конечном итоге были заменены креслами британской фирмы Martin-Baker, которые стали вскоре стандартными катапультными креслами авиации ВМФ США; они отличались высокой надёжностью на малых высотах.

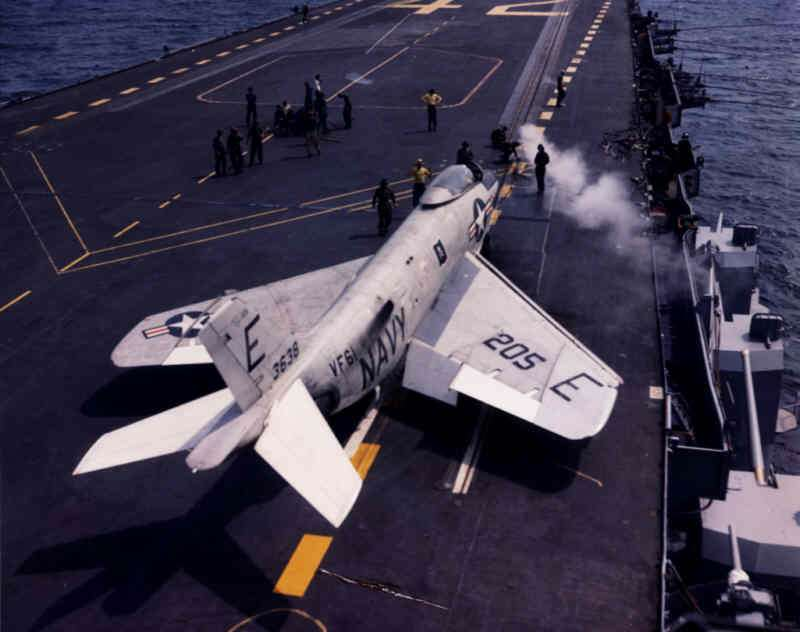
Истребитель F3H-2N из эскадрильи VF-61 на палубе авианосца Franklin D. Roosevelt в 1957 году.

Несмотря на имеющиеся проблемы, ВМС США заказали 239 самолётов F3H-2, первые из них были развернуты на авианосцах в марте 1956 года. До ноября 1959 года было построено 519 «Демонов». Это был второй всепогодный перехватчик во флоте с радаром (радар AN/APG-51 для воздушного перехвата целей был впервые использован на F2H-4 Banshee). F3H-2 «Демон» имел радар AN/APG-51A, который впоследствии был заменён на AN/APG-51-B с настраиваемым магнетроном, затем использовался улучшенный вариант AN/APG-51-C.
Стандартным вооружением F3H-2N были четыре 20-мм пушки Кольт Mk 12. В последующие годы для снижения веса самолёта две верхние пушки демонтировались. Поздние модификации «Демона» — F3H-2М были оснащены оборудованием для запуска ракет типа «воздух-воздух» Raytheon AAM-N-2 Sparrow, а позже и AIM-9 Sidewinder. Самолеты F3H-2М могли нести обе ракеты — Raytheon AAM-N-2 Sparrow внутри фюзеляжа, а AIM-9 Sidewinder на внешних подвесках. Пушки не использовались в варианте ПВО авианосца, но они устанавливались и использовались в зависимости от ситуации (например, во время Карибского ракетного кризиса), а также во время атак надводных и наземных целей.
Разведывательный вариант «Демона» — F3H-2P был предложен, но никогда не был построен. «Демон» (в различных модификациях) оставался главным истребителем флота США до 1962 года, когда он был заменён F-4 Phantom II (который разрабатывался под названием F3H-G «Супер Демон», и был крупнее и тяжелее предыдущих вариантов «Демона» F3H). Разработанные во время войны в Корее 1950—1953 годов как противовес советскому истребителю МиГ-15, «Демоны» не одержали ни одной победы в воздушных боях — ни с помощью ракетного вооружения, ни в ближнем бою с помощью пушечного вооружения; они никогда не участвовали в воздушных боях, хотя эти самолёты применялись в войне в Ливане и во время кризиса у архипелага Кемой в 1958 году.
В 1962 году вся серия истребителей «Демон» была переименована: F3H стал называться F-3, F3H-2N стал F-3C, F3H-2М — MF-3B, а F3H-2 — F-3B.
Последняя эскадрилья, оснащённая «Демонами» — VF-161 «Chargers» в сентябре 1964 года сменила свои F-3 на F-4 Phantom II.
Благодаря отличной видимости из кабины «Демон» получил прозвище «кафедра» (англ. The Chair). Пилоты «Демонов» были известны в среде морских лётчиков как «водители „Демонов“» (Demon Drivers), а техники, обслуживающие истребители, получили прозвище «врачи „Демонов“» (Demon Doctors).

## Страны-эксплуатанты
- ВМС США

## Модификации

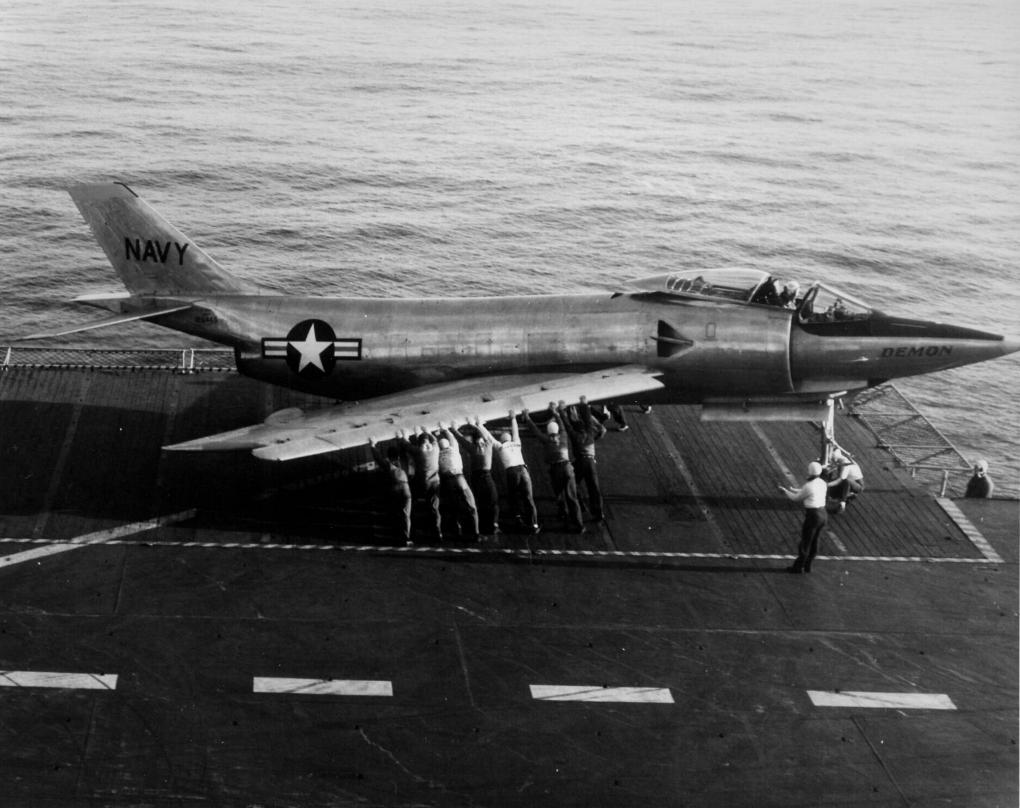
Прототип XF3H-1 на борту аваносца «Корал Си», 1953 год

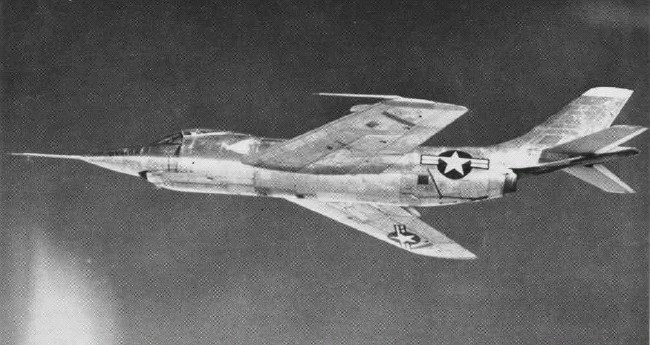
Прототип XF3H-1 в полёте

XF3H-1
Прототип одноместного истребителя-перехватчика. Силовая установка — двигатель фирмы «Вестингауз» Westinghouse XJ40. Построено две единицы.
F3H-1N
Первоначальная производственная версия. Одноместный всепогодный истребитель, силовая установка — двигатель фирмы «Вестингауз» J40-WE-22. Построено 58 единиц.
F3H-1P
Проект разведчика F3H-1. Не строился.
F3H-2N
Всепогодный истребитель. Силовая установка — двигатель фирмы «Эллисон» Allison J71-A-2, самолёт мог нести ракетное вооружение в виде ракет класса воздух-воздух AIM-9 Sidewinder. построено 239 единиц. В 1962 году переименованы в F-3C.
F3H-2M
Производная модификация от F3H-2N, с возможностью несения четырёх ракет класса воздух-воздух AIM-7 Sparrow. Построено 80 единиц. В 1962 году переименованы в MF-3B.
F3H-2
Одноместный ударный истребитель, способный нести ракеты AIM-9 Sidewinder и AIM-7 Sparrow и дополнительную бомбовою нагрузку 2730 кг. Построено 239 единиц. В 1962 переименованы в F-3B.
F3H-2P
Проект для фоторазведки. Не строился.
F3H-3
Проект с более мощным двигателем фирмы «Дженерал электрик» General Electric J73. Не строился.

## Тактико-технические характеристики
Приведенные характеристики соответствуют модификации F-3B (F3H-2).
Источник данных: Standard Aircraft Characteristics .

Технические характеристики
- Экипаж: 1 (пилот)
- Длина: 17,97 м
- Размах крыла: 10,77 м
- Высота: 4,43 м
- Площадь крыла: 48,22 м²
- Стреловидность по линии 1/4 хорд: 43° 12'
- Коэффициент удлинения крыла: 2,41
- Средняя аэродинамическая хорда: 4,72 м
- Профиль крыла: NACA 0006.77 корень крыла, NACA 0006.36 законцовки
- База шасси: 5,76 м
- Колея шасси: 4,85 м
- Масса пустого: 9656 кг
- Масса снаряжённого: 10 453 кг
- Нормальная взлётная масса: 15 984 кг (с 4×AIM-7)
- Максимальная взлётная масса: 17 690 кг
- Масса в бою: 14 127 кг
- Масса топлива во внутренних баках: 4645 кг (+ 1740 кг в ПТБ)
- Объём топливных баков: 5701 л (+ 2×1067 л в ПТБ)
- Силовая установка: 1 × ТРДФ Allison J71-A-2B
  - Бесфорсажная тяга: 1 × 44,48 кН (4536 кгс) (максимальная)
    - нормальная: 1 × 38,70 кН (3946 кгс)

  - Форсажная тяга: 1 × 64,05 кН (6532 кгс)
  - Длина двигателя: 7,29 м
  - Диаметр двигателя: 1 м

Лётные характеристики
- Максимальная скорость:  
  - на высоте: М= 0,97 на 10668 м
  - у земли: М= 0,94
- Крейсерская скорость: М= 0,73
- Скорость сваливания: 174 км/ч
- Боевой радиус: 544 км 
  - с ПТБ: 778 км
- Практическая дальность: 1563 км 
  - с ПТБ: 1993 км
- Практический потолок: 9754 м
- Скороподъёмность: 59,79 м/с
- Время набора высоты:
  - 6096 м за 7,19 мин.
  - 9144 м за 16,5 мин.
- Нагрузка на крыло: 331,4 кг/м²
- Тяговооружённость: 0,28 / 0,41 (на максимале / с форсажем, при нормальной взлётной массе)
- Длина разбега: 1691 м / 739 м (на максимале / с форсажем, при нормальной взлётной массе)
- Длина пробега: 1445 м
- Максимальная эксплуатационная перегрузка: +7,5g

Вооружение
- Стрелково-пушечное: 4×20 мм пушка Mk.12 с 600 патр.
- Точки подвески: 6 (4 под крылом, 2 под фюзеляжем для ПТБ)
- Управляемые ракеты: 4×AIM-7 или AIM-9